# Stevie Wright
Stephen Carlton „Stevie“ Wright (20. prosince 1947, Leeds, Anglie – 27. prosince 2015), byl australský hudebník a skladatel. Během let 1964-1969 byl frontman rock and rollové kapely Easybeats, považovanou za největší australskou skupinu 60. let 20. století. Narodil se v Anglii, ale ve svých devíti letech s rodiči odjel do Austrálie. V roce 1974 vydal sólové album Hard Road. Na nahrávce se podíleli dřívější členové Easybeats Harry Vanda a George Young, ale také Youngův mladší bratr Malcolm Young, člen skupiny AC/DC. Později vydal několik dalších alb.